# Making Your Mind Up
Chansons représentant le Royaume-Uni au Concours Eurovision de la chanson
Love Enough for Two
(1980) One Step Further
(1982)
Chansons ayant remporté le Concours Eurovision de la chanson
 What's Another Year
(1980)  Ein bißchen Frieden
(1982)
Making Your Mind Up (« Fais-toi ton avis ») est la chanson gagnante du Concours Eurovision de la chanson 1981, interprétée par le groupe anglais Bucks Fizz. C'est la quatrième victoire du Royaume-Uni à l'Eurovision.

## À l'Eurovision
Elle est intégralement interprétée en anglais, langue nationale, comme l'impose la règle entre 1976 et 1999.

## Classements

### Classements hebdomadaires
| Classement (1981)                      | Meilleure position |
| -------------------------------------- | ------------------ |
| Allemagne (Media Control AG)           | 5                  |
| Autriche (Ö3 Austria Top 40)           | 1                  |
| Belgique (Flandre Ultratop 50 Singles) | 1                  |
| Irlande (IRMA)                         | 1                  |
| Norvège (VG-lista)                     | 2                  |
| Nouvelle-Zélande (RMNZ)                | 3                  |
| Pays-Bas (Single Top 100)              | 1                  |
| Royaume-Uni (UK Singles Chart)         | 1                  |
| Suède (Sverigetopplistan)              | 2                  |
| Suisse (Schweizer Hitparade)           | 3                  |